# ITap

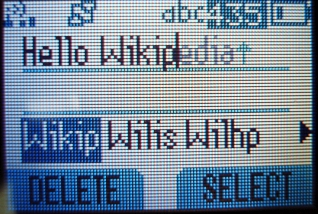
iTap på en Motorola C350.

iTap är en textigenkänningsteknik till Motorolas mobiltelefoner som gör att man inte behöver bokstavera hela ordet. Funktionen är i stort sett densamma som T9 som används av bland annat Sony Ericsson. Med iTap går det avsevärt snabbare att skriva SMS.